# Африм Фидани
Африм Фидани (на албански: Afrim Fidani, на македонска литературна норма: Африм Фидани) е юрист от Северна Македония.

## Биография
По произход е албанец. В 1985 година започва да учи право Юридическия факултет на Прищинския университет, който завършва в 1989 година. От 1990 до 1996 година работи в образованието по правно-административни въпроси. От 1996 до 2005 година работи в Държавната инспекция по труда на Република Македония, като републикански инспектор по труда в областта на трудовите отношения. От 2005 до 2007 година е секретар на община Врабчище. От 2007 до 2011 година е адвокат в Гостивар. На 18 юли 2011 година е избран за съдия в Апелативния съд в Скопие – наказателно отделение. На 23 ноември 2017 година Съдебният съвет на Република Македония го избира за съдия във Върховния съд на Република Македония.